# La Ferme du crime
Pour plus de détails, voir Fiche technique et Distribution.
La Ferme du crime (titre original : Tannöd) est un film allemand réalisé par Bettina Oberli sorti en 2009.
Le film s'inspire du crime de Hinterkaifeck : dans la soirée du 31 mars 1922, les six habitants d'une ferme sont tués avec une pioche. Le meurtre ne fut jamais résolu

## Synopsis
Dans la ferme éloignée "Tannöd" en Bavière, la grande famille impopulaire Danner, y compris leurs enfants et leur femme de chambre, est cruellement tuée une nuit d'orage.
Deux ans plus tard, la jeune Kathrin vient au village pour enterrer sa mère et est confrontée au crime toujours non résolu. Il devient vite clair que d'une part les villageois se serrent les coudes, d'autre part ils dissimulent un réseau de trahisons et d'intrigues mutuelles. Le film raconte par des retours en arrière la vie de la ferme avant le meurtre, les événements de la nuit du meurtre et les expériences de Kathrin deux ans plus tard.
Le vieux Danner étant un avare odieux, personne ne regrette vraiment son meurtre, seule la pitié est ressentie pour le reste de la famille, en particulier pour les deux jeunes enfants. L'argent de Danner n'a pas été volé et ne peut être considéré comme un mobile du crime. La vieille Traudl Krieger, sœur de la bonne décédée, soupçonne tout le monde et est donc impopulaire auprès de tout le monde. Le prêtre révèle à Kathrin que Barbara Danner s'est confessée la veille du meurtre, mais n'a rien dit de précis. Au début, un vagabond fut soupçonné d'avoir passé la nuit dans les écuries de Tannödhof et d'avoir été témoin des meurtres.
Georg Hauer, l'hôte de Kathrin, était fou amoureux de Barbara et lui a donné un médaillon qu'elle portait toujours autour du cou. Il a essayé de la persuader de le rejoindre avec toute la famille, d'autant plus que tout le monde savait que le vieux Danner avait abusé sexuellement non seulement d'elle mais de nombreuses femmes du village, ce dont sa femme était au courant, mais qui était tolérée par souci de paix. Kathrin apprend qu'elle est la fille de Danner, ce dont sa mère n'a jamais parlé. Une bagarre s'ensuivit, au cours de laquelle Georg Hauer s'emporta et massacra toute la famille.
Lorsque Kathrin observe comment Georg sort d'une boîte en bois un joyau caché, le médaillon, elle soupçonne que Georg est le meurtrier et quitte immédiatement le village, tout comme le clochard à l'époque.

## Fiche technique
- Titre : La Ferme du crime
- Titre original : Tannöd
- Réalisation : Bettina Oberli
- Scénario : Petra Lüschow (de), Bettina Oberli
- Musique : Johan Söderqvist
- Direction artistique : Christiane Schmid
- Costumes : Ute Paffendorf (de)
- Photographie : Stéphane Kuthy
- Son : Marc von Stürler
- Montage : Michael Schaerer (de)
- Production : Stefan Schubert, Ralph Schwingel (de), Hejo Emons
- Société de production : Wüste Film (de)
- Société de distribution : Constantin Film
- Pays d'origine :  Allemagne
- Langue : allemand
- Format : Couleurs - 1,85:1 - Dolby - 35 mm
- Genre : Thriller
- Durée : 93 minutes
- Dates de sortie :
  -  Allemagne : 19 novembre 2009.

## Distribution
- Julia Jentsch : Kathrin
- Monica Bleibtreu : Traudl Krieger
- Volker Bruch : Johann Hauer
- Brigitte Hobmeier (de) : Barbara
- Vitus Zeplichal : Danner
- Lisa Kreuzer : la fille Danner
- Filip Peeters : Georg Hauer
- Gundi Ellert (de) : Ruth Hauer
- Werner Prinz (de) : le père Meisner
- Janina Stopper (de) : Betti
- Andreas Buntscheck (de) : Hansl
- Peter Harting (de) : Sterzer
- Nils Althaus (de) : Mich
- Dagmar Sachse (de) : Marie Krieger
- Lukas Turtur (de) : Ludwig Eibl

## Production
Le scénario est l'adaptation d'un roman d'Andrea Maria Schenkel, Tannöd, traduit en français sous le nom La Ferme du crime,.
Le tournage se déroule de septembre à novembre 2008 dans l'arrondissement de Siegen-Wittgenstein, dans l'Eifel et l'Ardenne.
La réalisatrice Bettina Oberli reçoit le Zürcher Filmpreis en 2010.
Aussi en 2009, le film Horreur à Kaifeck traite du même sujet.

## Source de la traduction
- (de) Cet article est partiellement ou en totalité issu de l’article de Wikipédia en allemand intitulé « Tannöd (Film) » (voir la liste des auteurs).